# Hansaplast

Logotip d'Elastoplast

Hansaplastt o també Elastoplast, és una marca de tiretes (també anomenades tires adhesives ) i apòsits mèdics fabricats per Beiersdorf l'empresa creadora de Nivea.

## Origen
El 1928, Smith & Nephew, del Regne Unit, va adquirir la llicència per comercialitzar i produir la gamma de benes Elastoplast. Beiersdorf va comprar la marca l'any 2000. En alguns països d'Europa s'utilitza el nom Hansaplast, la marca primitiva iniciada per Beiersdorf el 1922. Una tercera marca comercial, anomenada Curitas, s'utilitza en algunes parts de l'Amèrica Llatina.

## Rerafons
Nick Kochan va escriure sobre Elastoplast al seu llibre The World's Greatest Brands (1996); assenyalant que "l'èxit inicial de la marca va ser degut al seu material de tela d'alta elasticitat juntament amb un adhesiu eficaç"; aquest fet li va donar una posició forta als mercats mundials, especialment al Regne Unit.
A la dècada del 1970, Elastoplast va comercialitzar el seu producte Airstrip com a "l'apòsit per a l'aire fresc". Els emplastos es venien en llaunes petites i planes.
El 4 de juliol de 2005, Elastoplast va llançar una campanya publicitària d'1,1 milions de lliures que va presentar herois de la marca anomenats "Plastermen", que havien ajudat a anunciar els apòsits SilverHealing recentment llançats.